# 283

## Esdeveniments
- desembre - Imperi Romà: Carí i Numerià, germans, succeeixen conjuntament el seu pare Marc Aureli Car com a emperadors.
- 17 de desembre - Roma: Gai I és escollit papa, després de la mort d'Eutiquià I.
- Ctesifont (Pèrsia): Els romans de Car ocupen la ciutat.
- Armènia: Artavasdes VII perd el poder per efecte de la campanya romana però mantindrà el títol de rei fins a 287.

## Naixements
- 2 de març - Sardenya: Sant Eusebi de Vercelli, bisbe. (m. 371)
- Siracusa (Sicília): Santa Llúcia, màrtir. (m. 304)

## Necrològiques
- 7 de desembre - Roma: Eutiquià I, papa.
- estiu - Mesopotàmia: Marc Aureli Car, emperador romà, d'infecció o potser enverinat.
- Roma: Sants Claudi, Hilària, Jasó i Maure, màrtirs.